# Gaguida
Gaguida (en georgiano: გაგიდა; en abjasio: Гагида) es un pueblo que pertenece a la parcialmente reconocida República de Abjasia, dentro del distrito de Gali, aunque de iure es parte del municipio de Gali de la República Autónoma de Abjasia de Georgia.

## Geografía
Gaguida está en la costa del mar Negro, a 24 km de Gali, en la frontera de Abjasia con Georgia. Limita con Kvemo Barguebi en el norte, Ganajleba en el este, el pueblo de Nabakevi en el sureste y Pirveli Otobaia en el sur. Las aldeas de Dijagudzba y Okvinore están bajo la administración del pueblo.

## Historia
Gaguida fue en el pasado parte de la región histórica georgiana de Mingrelia (mencionado en el mapa de Arcangelo Lamberti) y desde el siglo XVII de Samurzakán. Después del establecimiento de la Unión Soviética, la aldea formó parte de la RASS de Abjasia dentro del distrito de Gali. En este periodo casi toda la población era de nacionalidad georgiana.
Durante la guerra de Abjasia en 1992-1993, la aldea estuvo controlada por las tropas del gobierno georgiano y, después de los combates, la población quedó bajo el dominio separatista de Abjasia.
Según los acuerdos de Moscú de 1994 sobre el alto el fuego y la división de las partes beligerantes, el distrito de Gali se integró en la zona de amortiguamiento, donde la seguridad de las fuerzas de paz de la CEI se ocupaba de la seguridad dentro de la misión UNOMIG. Las fuerzas de paz abandonaron Abjasia después de que Rusia reconociera su independencia en 2008. 
Durante este tiempo, la aldea sufrió una gran delincuencia, robos a mano armada, secuestros, órdenes de rescate y enfrentamientos armados de guerrilleros georgianos que cruzaban ilegalmente el río Inguri desde Georgia con policías o soldados abjasios, ya que la zona no estaba totalmente controlada por los separatistas abjasios, mientras Georgia culpó a Abjasia por los secuestros y robos. Uno de los casos más graves de 2003 fue el asesinato del alcalde de Gaguida, Abel Gogva, quien, según la policía abjasia, había sido amenazado previamente por una banda criminal georgiana procedente ilegalmente de la zona de Zugdidi.

## Demografía
La evolución demográfica de Gaguida entre 1989 y 2011 fue la siguiente:
| 354                                                 | 708 |
| (Fuente: Population of Abkhazia since Soviet times) |     |

La población ha aumentado tras la guerra de Abjasia pero su composición no ha variado, siendo inmensamente mayoritarios los georgianos étnicos.
|              | 2011      | 2011       |
| Grupo étnico | Población | Porcentaje |
| ------------ | --------- | ---------- |
| Georgianos   | 700       | 98,9%      |
| Abjasios     | 2         | 0,3%       |
| Rusos        | 5         | 0,7%       |
| Total        | 708       | 100%       |